# The Curse
The Curse és una sèrie de televisió de comèdia dramàtica emesa al canal britànic Channel 4. La primera temporada es va emetre a principis del 2022. La segona es va començar a emetre el 27 d'abril de 2023. S'ha subtitulat al català.

## Repartiment
- Allan Mustafa com a Albert Fantoni
- Abraham Popoola com a Joe Boy
- Steve Stamp com a Sidney Wilson
- Tom Davis com a Big Mick Neville
- Hugo Chegwin com a Phil 'Capità' Pocket
- Emer Kenny com a Natasha "Tash" Fantoni
- Natalie Klamar com a Candice
- Peter Ferdinando com a Crazy Clive Cornell
- Michael Smiley com a Ronnie Gatlin
- Geoff Bell com el detectiu Saunders
- Ambreen Razia com el detectiu Thread
- Ramon Tikaram com a Billy English

## Sinopsi
The Curse és una sèrie de comèdia criminal. La temporada 1 està ambientada a Londres a principis dels anys 80, i segueix una banda de lladres desesperançats que, per la seva pròpia estupidesa i el seu mal criteri, es veuen embolicats en un dels atracaments d'or més grans de la història.
La temporada 2 està ambientada a Espanya a mitjans de la dècada del 1980.

## Episodis

### Temporada 1
| Núm. total | Núm. de la temporada | Títol                                            | Data d'emissió original |
| ---------- | -------------------- | ------------------------------------------------ | ----------------------- |
| 1          | 1                    | «Podries?»                                       | 6 de febrer de 2022     |
| 2          | 2                    | «Actua normal»                                   | 13 de febrer de 2022    |
| 3          | 3                    | «La por»                                         | 20 de febrer de 2022    |
| 4          | 4                    | «El mico i el gat»                               | 27 de febrer de 2022    |
| 5          | 5                    | «Milionaris»                                     | 6 de març de 2022       |
| 6          | 6                    | «En algun lloc més enllà de l'arc de Sant Martí» | 13 de febrer de 2022    |

### Temporada 2
| Núm. total | Núm. de la temporada | Títol                     | Data d'emissió original |
| ---------- | -------------------- | ------------------------- | ----------------------- |
| 7          | 1                    | «Costa del Crim»          | 27 d'abril de 2023      |
| 8          | 2                    | «Unwelcome Guests»        | 27 d'abril de 2023      |
| 9          | 3                    | «All Roads Lead to Pablo» | 27 d'abril de 2023      |
| 10         | 4                    | «Kill the Story»          | 27 d'abril de 2023      |
| 11         | 5                    | «Lost at Sea»             | 27 d'abril de 2023      |
| 12         | 6                    | «Sundown»                 | 27 d'abril de 2023      |